# Förstakammarvalet i Sverige 1948
Förstakammarvalet i Sverige 1948 var ett val i Sverige till Sveriges riksdags första kammare. Valet hölls i den fjärde valkretsgruppen i september månad 1948 för mandatperioden 1949–1956.
Två valkretsar utgjorde den fjärde valkretsgruppen: Östergötlands län med Norrköpings stads valkrets och Västernorrlands läns och Jämtlands läns valkrets. Ledamöterna utsågs av valmän från de landsting som valkretsarna motsvarade. För de städer som inte ingick i landsting var valmännen stadsfullmäktige.  
Ordinarie val till den fjärde valkretsgruppen hade senast ägt rum 1940.

## Valmän
| Landsting/ stadsfullmäktige | H    | LB   | F    | S    | SKP | Totalt |
| --------------------------- | ---- | ---- | ---- | ---- | --- | ------ |
| Landsting/ stadsfullmäktige |      |      |      |      |     | Totalt |
| Östergötland                | 11   | 12   | 6    | 42   | 3   | 74     |
| Norrköping                  | 11   | 12   | 6    | 42   | 3   | 74     |
| Västernorrland              | 4    | 10   | 9    | 33   | 7   | 63     |
| Jämtland                    | 4    | 7    | 4    | 16   | 0   | 31     |
| Totalt                      | 19   | 29   | 19   | 91   | 10  | 168    |
| %                           | 11,3 | 17,3 | 11,3 | 54,2 | 5,9 | 100,0  |

## Mandatfördelning
Den nya mandatfördelningen som gällde vid riksdagen 1949 innebar att Socialdemokraterna behöll egen majoritet. 
| Parti  | Parti                            | FK 1948 | 4:e valkretsgruppen | 4:e valkretsgruppen | 4:e valkretsgruppen | FK 1949 |
| Parti  | Parti                            | FK 1948 | Innan               | Efter               | Ändring             | FK 1949 |
| ------ | -------------------------------- | ------- | ------------------- | ------------------- | ------------------- | ------- |
|        | Socialdemokraterna               | 85      | 11                  | 10                  | ▼1                  | 84      |
|        | Högerns riksorganisation         | 25      | 3                   | 2                   | ▼1                  | 24      |
|        | Landsbygdspartiet Bondeförbundet | 21      | 2                   | 3                   | ▬                   | 21      |
|        | Folkpartiet                      | 16      | 1                   | 2                   | ▲2                  | 18      |
|        | Sveriges kommunistiska parti     | 3       | 0                   | 0                   | ▬                   | 3       |
| Totalt | Totalt                           | 150     | 17                  | 17                  | ▬                   | 150     |

## Invalda riksdagsledamöter
Östergötlands län med Norrköpings stads valkrets:
- Carl Eskilsson, h
- Ivar Nilzon, bf
- Johan Sunne, fp
- Bengt Elmgren, s
- Karl Falk, s
- Albert Hermansson, s
- Gottfrid Karlsson, s

Västernorrlands läns och Jämtlands läns valkrets:
- Gustaf Velander, h
- Olof Pålsson, bf
- Leonard Tjällgren, bf
- Axel Andersson, fp
- Sven Edin, s
- Anselm Gillström, s
- Nils Larsson, s
- Hjalmar Nilsson, s
- Emil Näsström, s
- Per Olofsson, s